# U-16-Fußball-Europameisterschaft 1984
Die 2. U-16-Fußball-Europameisterschaft wurde in der Zeit vom 3. bis 5. Mai 1984 in der Bundesrepublik Deutschland ausgetragen. Sieger wurde der Gastgeber, der zum zweiten Mal in Folge das Finale erreichte, durch einen 2:0-Sieg über die Sowjetunion. Die DDR konnte sich ebenso wie Titelverteidiger Italien nicht für die Endrunde qualifizieren. Alle Endrundenspiele fanden in Baden-Württemberg statt.
Zum letzten Mal wurde das Turnier über einen Zeitraum von zwei Jahren ausgetragen. Seither findet das Turnier jährlich statt.

## Qualifikation
An der Qualifikation nahmen Fußballmannschaften aus 27 europäischen Staaten teil, diese wurden teilweise nach geografischen Gesichtspunkten auf insgesamt 8 Gruppen verteilt. Es gab 4 Gruppen mit vier Teilnehmern, 3 Gruppen mit drei Teilnehmern und erneut eine Gruppe mit nur 2 Teilnehmern. Alle acht Gruppensieger kamen in die Zwischenrunde, deren Sieger, nach Hin- und Rückspiel, erreichten die Finalrunde.
In den Spielen der Gruppe 2 trafen auch die Auswahlmannschaften des DFB und des DFV aufeinander. Im April und Mai 1983 siegte die Bundesrepublik gegen die Altersgenossen aus der DDR mit 5:0 in Braunschweig und 1:0 in Eisenhüttenstadt. Während im westdeutschen Dress beispielsweise die späteren Bundesligaprofis Bodo Illgner, Daniel Simmes und Peter Knäbel aufliefen, standen auf ostdeutscher Seite unter anderem die späteren A-Nationalspieler Hilmar Weilandt, Matthias Sammer und Markus Wuckel auf dem Platz.

### Qualifikationsgruppen

#### Gruppe 1
Abschlusstabelle
| Pl. | Land       | Sp. | S | U | N | Tore    | Diff. | Punkte |
| --- | ---------- | --- | - | - | - | ------- | ----- | ------ |
| 1.  | England    | 4   | 4 | 0 | 0 | 013:200 | +11   | 08:0   |
| 2.  | Schottland | 4   | 1 | 1 | 2 | 004:900 | −5    | 03:50  |
| 3.  | Island     | 4   | 0 | 1 | 3 | 003:900 | −6    | 01:70  |

#### Gruppe 2
Abschlusstabelle
| Pl. | Land           | Sp. | S | U | N | Tore    | Diff. | Punkte |
| --- | -------------- | --- | - | - | - | ------- | ----- | ------ |
| 1.  | BR Deutschland | 6   | 6 | 0 | 0 | 015:300 | +12   | 12:0   |
| 2.  | Schweden       | 6   | 3 | 1 | 2 | 004:400 | ±0    | 07:50  |
| 3.  | DDR            | 6   | 1 | 2 | 3 | 007:100 | −3    | 04:80  |
| 4.  | Norwegen       | 6   | 0 | 1 | 5 | 007:160 | −9    | 01:11  |

#### Gruppe 3
Abschlusstabelle
| Pl. | Land        | Sp. | S | U | N | Tore    | Diff. | Punkte |
| --- | ----------- | --- | - | - | - | ------- | ----- | ------ |
| 1.  | Sowjetunion | 4   | 4 | 0 | 0 | 013:300 | +10   | 08:0   |
| 2.  | Finnland    | 4   | 1 | 0 | 3 | 004:700 | −3    | 02:60  |
| 3.  | Polen       | 4   | 1 | 0 | 3 | 004:110 | −7    | 02:60  |

#### Gruppe 4
Abschlusstabelle
| Pl. | Land        | Sp. | S | U | N | Tore    | Diff. | Punkte |
| --- | ----------- | --- | - | - | - | ------- | ----- | ------ |
| 1.  | Niederlande | 6   | 4 | 2 | 0 | 016:200 | +14   | 10:20  |
| 2.  | Dänemark    | 6   | 3 | 2 | 1 | 008:400 | +4    | 08:40  |
| 3.  | Schweiz     | 6   | 2 | 1 | 3 | 012:800 | +4    | 05:70  |
| 4.  | Luxemburg   | 6   | 0 | 1 | 5 | 001:230 | −22   | 01:11  |

#### Gruppe 5
Abschlusstabelle
| Pl. | Land       | Sp. | S | U | N | Tore    | Diff. | Punkte |
| --- | ---------- | --- | - | - | - | ------- | ----- | ------ |
| 1.  | Italien    | 2   | 2 | 0 | 0 | 003:000 | +3    | 04:0   |
| 2.  | Österreich | 2   | 0 | 0 | 2 | 000:300 | −3    | 0:40   |

#### Gruppe 6
Abschlusstabelle
| Pl. | Land       | Sp. | S | U | N | Tore    | Diff. | Punkte |
| --- | ---------- | --- | - | - | - | ------- | ----- | ------ |
| 1.  | Frankreich | 6   | 4 | 1 | 1 | 009:400 | +5    | 09:30  |
| 2.  | Spanien    | 6   | 4 | 0 | 2 | 012:300 | +9    | 08:40  |
| 3.  | Belgien    | 6   | 2 | 1 | 3 | 007:110 | −4    | 05:70  |
| 4.  | Portugal   | 6   | 1 | 0 | 5 | 005:150 | −10   | 02:10  |

#### Gruppe 7
Abschlusstabelle
| Pl. | Land             | Sp. | S | U | N | Tore    | Diff. | Punkte |
| --- | ---------------- | --- | - | - | - | ------- | ----- | ------ |
| 1.  | Jugoslawien      | 6   | 3 | 2 | 1 | 014:600 | +8    | 08:40  |
| 2.  | Tschechoslowakei | 6   | 4 | 0 | 2 | 009:900 | ±0    | 08:40  |
| 3.  | Rumänien         | 6   | 2 | 1 | 3 | 005:800 | −3    | 05:70  |
| 4.  | Griechenland     | 6   | 1 | 1 | 4 | 006:110 | −5    | 03:90  |

#### Gruppe 8
Abschlusstabelle
| Pl. | Land      | Sp. | S | U | N | Tore    | Diff. | Punkte |
| --- | --------- | --- | - | - | - | ------- | ----- | ------ |
| 1.  | Bulgarien | 4   | 2 | 1 | 1 | 007:300 | +4    | 05:30  |
| 2.  | Ungarn    | 4   | 2 | 1 | 1 | 005:200 | +3    | 05:30  |
| 3.  | Türkei    | 4   | 1 | 0 | 3 | 002:900 | −7    | 02:60  |

### Zwischenrunde
Die acht Gruppensieger wurden per Los auf vier Viertelfinalpartien aufgeteilt. Die vier Sieger, nach Hin- und Rückspiel, qualifizierten sich für die Endrunde.
|             | Gesamt |                | Hinspiel | Rückspiel |
| ----------- | ------ | -------------- | -------- | --------- |
| Italien     | 1:2    | Jugoslawien    | 1:1      | 0:1       |
| England     | 5:1    | Frankreich     | 4:0      | 1:1       |
| Bulgarien   | 1:3    | Sowjetunion    | 1:0      | 0:3       |
| Niederlande | 2:6    | BR Deutschland | 0:4      | 2:2       |

## Modus
Die Endrundenteilnehmer wurden erneut per Los auf zwei Halbfinalpartien aufgeteilt. Die Sieger spielten den Europameister aus, die Verlierer spielten um Platz drei.

## Teilnehmer
Am Turnier nahmen folgende Mannschaften teil:
- BR Deutschland (Ausrichter)
- England
- Sowjetunion
- Jugoslawien

## Finalrunde
|  | Halbfinale               | Halbfinale               |                  |   | Finale                 | Finale                 |
|  |                          |                          |                  |   |                        |                        |
|  | BR Deutschland           | 5                        |                  |   |                        |                        |
|  | Jugoslawien              | 1                        |                  |   |                        |                        |
|  | 3. Mai 1984, Heilbronn   |                          |                  |   |                        |                        |
|  |                          |                          | 5. Mai 1984, Ulm |   |                        |                        |
|  | BR Deutschland           | 2                        |                  |   |                        |                        |
|  |                          | Sowjetunion              | 0                |   |                        |                        |
|  |                          |                          |                  |   |                        |                        |
|  | Spiel um Platz drei      |                          |                  |   |                        |                        |
|  | 3. Mai 1984, Ludwigsburg | 3. Mai 1984, Ludwigsburg | Jugoslawien      | 0 |                        |                        |
|  | Sowjetunion              | 2                        | England          | 1 |                        |                        |
|  | England                  | 0                        |                  |   | 5. Mai 1984, Böblingen | 5. Mai 1984, Böblingen |

Die Nationalmannschaft von  BR Deutschland wurde somit zum ersten Mal Fußball-Europameister der U16/U17-Junioren.

### Die deutsche Mannschaft im Finale
Deutschland spielte im Finale mit folgender Aufstellung:
Bodo Illgner – Thomas Eichin, Dennis Strich, Andreas Hahn, Stefan Hafner – Martin Fritz (Stefan Reuter), Peter Knäbel, Günter Drews – Daniel Simmes, Olaf Janßen, Thomas Ostermann (Dirk Krümpelmann).

## Weblink
- European U-16 Championship 1984 bei RSSSF (englisch)